# Demolition Racer
Demolition Racer è un videogioco uscito nel 1999 pubblicato da Pitbull Syndicate e Infogrames per la console PlayStation, per Dreamcast e per Microsoft Windows. Nelle versioni per console si può utilizzare la modalità due giocatori.

## Struttura del gioco
Il gioco consiste nell'arrivare alla fine dei tre giri delle varie gare, su circuiti con temi misti, guadagnando una buona posizione e scontrarsi, allo stesso tempo, con le auto avversarie per renderle in pessime condizioni e, quindi, impossibilitate a continuare la corsa. Ogni volta che ci si scontra con una macchina, è assegnato un punteggio in base al tipo e alla forza dell'impatto. Si guadagneranno punti se, nell'impatto, si ha una velocità superiore a quella del giocatore colpito; al contrario, sarà l'avversario a ricevere i punti. Il criterio di assegnazione dei punti si può riassumere così:
| Numero | Punti                | Note |
| ------ | -------------------- | --- |
| 1      | 5 punti (colpo)      | Si ottengono scontrandosi a bassa velocità contro un'altra macchina, oppure a velocità elevata, ma con contatto minimo. |
| 2      | 5 punti (muro)       | Si ottengono quando l'auto avversaria, dopo essere stata colpita, sbatte contro una barriera di protezione o contro uno dei margini della pista. |
| 3      | 5 punti (rotazione)  | Si ottengono se un'auto, dopo essere stata colpita, compie una rotazione su se stessa di 90°. |
| 4      | 10 punti (colpo)     | Si ottengono scontrandosi a una velocità ancora bassa, ma maggiore che nel "colpo". |
| 5      | 10 punti (rotazione) | Si ottengono se un'auto, dopo essere stata colpita, compie una rotazione di 180° su se stessa. |
| 6      | 15 punti (rotazione) | Si ottengono se un'auto, dopo essere stata colpita, compie una rotazione di 270° su se stessa. |
| 7      | 25 punti (colpo)     | Si ottengono se ci si scontra con una macchina a velocità elevata, ma non troppo. Questo è il punteggio "standard". |
| 8      | 25 punti (rotazione) | Si ottengono se, dopo aver colpito una macchina, essa compie una rotazione totale su se stessa (360°). Se una macchina compie più di un giro completo viene dato solo il punteggio del primo. |
| 9      | 50 punti (colpo)     | Si ottengono scontrandosi ad altissima velocità contro un avversario. |
| 10     | 60 punti (colpo)     | Si ottengono quando si colpisce una macchina ed essa prende fuoco. L'impatto, in questo caso, può essere anche minimo. |
| 11     | 75 punti (colpo)     | Si ottengono distruggendo una macchina (facendole finire i punti vita). Questo punteggio, come il precedente, si può ottenere con qualsiasi impatto, sia debole che forte. |
| 12     | 500 punti (colpo)    | Questo colpo è detto "Salto micidiale" ed è il colpo che porta più punti, ma è anche quello più difficile da eseguire. Per ottenere questi punti, si deve atterrare, dopo un salto, sopra un'automobile avversaria. Questo colpo è fattibile solo in certi circuiti che offrono tali salti. Il veicolo colpito è immediatamente considerato distrutto e la sua gara finisce. |

## Punti vita
Ogni giocatore ha i propri punti vita, che segnalano lo stato della sua vettura. Se si esauriscono i punti durante la gara, la sua auto è considerata distrutta e, quindi, fuori gara. Tutte le auto iniziano con 100 punti vita, che si perdono scontrandosi con altre auto o con i bordi della pista. Un impatto a maggior velocità porterà alla perdita di molti più punti rispetto a un impatto debole. Si può associare la perdita dei punti vita, in uno dato scontro, con il punteggio ottenuto da tale scontro:
| Punti persi        | Punti guadagnati                                 |
| ------------------ | ------------------------------------------------ |
| 1 punto perso      | 5 punti colpo                                    |
| 2 punti persi      | 5 - 10 punti colpo                               |
| 3 punti persi      | 10 punti colpo                                   |
| 4 punti persi      | 10 - 25 punti colpo                              |
| 5 punti persi      | 25 punti colpo                                   |
| 6 punti persi      | 25 - 50 punti colpo                              |
| 7 - 10 punti persi | 50 punti colpo                                   |
| >10 punti persi    | in caso di impatti molto forti ad alta velocità. |
| 100 punti persi    | quando si subisce un "Salto micidiale".          |

Da questa lista sono logicamente esclusi i punteggi ottenuti facendo urtare contro il muro l'avversario e facendolo ruotare su se stesso, poiché in questi casi non è intaccato il punteggio di chi ha eseguito il colpo. I punti persi variano anche secondo il tipo di veicolo utilizzato: un'auto che ha una corazza (vedere macchine) più dura perderà meno punti.

## Punteggi
In ogni corsa gareggiano 16 auto. A fine gara, vengono presi in considerazione i punteggi ottenuti durante i tre giri della corsa e li si moltiplica per un coefficiente che varia in base alla posizione d'arrivo. I coefficienti sono riassunti in questo elenco:
| Posizione     | Moltiplicatore |
| ------------- | -------------- |
| 1ª posizione  | × 25           |
| 2ª posizione  | × 22           |
| 3ª posizione  | × 20           |
| 4ª posizione  | × 17           |
| 5ª posizione  | × 15           |
| 6ª posizione  | × 12           |
| 7ª posizione  | × 10           |
| 8ª posizione  | × 9            |
| 9ª posizione  | × 8            |
| 10ª posizione | × 7            |
| 11ª posizione | × 6            |
| 12ª posizione | × 5            |
| 13ª posizione | × 4            |
| 14ª posizione | × 3            |
| 15ª posizione | × 2            |
| 16ª posizione | × 1            |

Dopo aver effettuato questo calcolo, chi ha ottenuto il punteggio maggiore è dichiarato vincitore. Non necessariamente si vince arrivando primi: chi rimane per più tempo nelle posizioni in fondo potrà ottenere più punti con gli scontri; chi invece si trova davanti al gruppo, ne otterrà di meno. Un giocatore che non termina la gara è marcato con la sigla D.N.F. (Did Not Finish). I suoi punti sono azzerati e sarà posizionato in fondo alla classifica finale. Può accadere che una macchina sia distrutta proprio mentre sta per superare il traguardo e che sia spinta oltre dagli altri giocatori (un'auto distrutta rimane materialmente come ostacolo sulla pista fino a quando la gara finisce e, se la si impatta, si perdono dei punti): il giocatore non è comunque segnalato come "arrivato" e i suoi punteggi sono ugualmente annullati.

## Tipo di gioco:Gara singolaoLega demolition
In Gara singola si può scegliere liberamente quale modalità di gioco affrontare. Le modalità sono qui elencati:
- Demolition: si corre normalmente su un circuito e bisogna colpire gli avversari per ottenere il maggior numero di punti, che saranno poi moltiplicati per il coefficiente di posizione d'arrivo.
- Inseguimento: qui non interessano i punti; lo scopo è esclusivamente quello di completare i giri della gara (che in questa modalità, come in quella Fifone, possono variare da 1 a 5) nel minor tempo possibile. Tuttavia anche in questa modalità si perdono dei punti vita e si può, pertanto, essere distrutti.
- Fifone: modalità simile alla precedente, con la differenza che il verso di percorrenza del giocatore sarà contrario rispetto a quello delle altre auto. Gli impatti frontali derivati infliggono parecchi punti.
- L'ultimo vince: non vi è tracciato, ma si gareggia in un'arena circolare e vince chi permane per più tempo senza essere distrutto. Vigono le stesse regole della modalità Demolition e, quindi, si dovranno accumulare più punti possibili con gli impatti. La "posizione d'arrivo" dei vari giocatori, in questo caso, non sarà stabilito dall'ordine di taglio del traguardo, ma dall'ordine di distruzione.
- Suicidio: si gareggia sempre in un'arena. Lo scopo è contrario a quello precedente: distruggere la propria macchina più velocemente possibile, evitando di danneggiare gli avversari.

La Lega demolition è invece di tipo "Arcade" ed è composta di cinque parti:
- Lega principianti: in questa modalità si affrontano un numero di gare demolition e, per qualificarsi alla gara successiva, si deve arrivare almeno in quinta posizione.
- Lega semi-pro: uguale alla prima, ma si deve arrivare almeno terzi.
- Lega pro: uguale alle precedenti, ma si deve arrivare almeno secondi.
- Lega resistenza: uguale alle precedenti, ma si deve arrivare sempre primi.
- Lega arena: ci si affronta nell'arena in tre gare, con le regole della modalità L'ultimo vince e, per concluderla, bisogna arrivare sempre primi.

Per accedere alla modalità successiva, bisogna prima completare quella precedente. Se in una gara non si raggiunge la posizione richiesta, si può riprovare la gara all'infinito.

## Macchine
In tutto ci sono 8 auto, alcune delle quali si possono avere immediatamente; per le altre, bisogna sbloccarle completando la Lega demolition. Ogni macchina è caratterizzata da 4 parametri:
- Accelerazione: indica, con l'aumento di questo valore, uno scatto migliore alla partenza o in una ripartenza. Questo valore è massimo nel modello Predator.
- Velocità: indica la velocità massima raggiungibile dalla macchina. Questo valore è massimo nei modelli Predator, Vandal e Widowmaker.
- Maneggevolezza: indica un maggior controllo della vettura in curva. Questo valore è massimo nel modello Predator.
- Corazza: indica una maggior resistenza agli impatti. Questo valore è massimo nelle vetture Vandal e Widowmaker.

Tra le altre vetture, nel gioco sono inoltre presenti i seguenti modelli: Marauder, Bobcat, Cruiser, Renegade e Mantis. Tutte le vetture possono essere riverniciate arbitrariamente e possono presentare un logo sul tettuccio e sulle fiancate a scelta tra quelli proposti.

## Potenziamenti
Nel gioco esistono inoltre alcuni potenziamenti che il giocatore può liberamente scegliere se inserirli o no. I potenziamenti in totale sono 4:
- Meccanica: fa recuperare 30 punti vita su 100
- Punti: fa guadagnare dai 50 ai 150 punti andando di 10 in 10. La scelta del punteggio non segue nessun ordine
- Muri: non subisci danni per 30 secondi alla macchina sia negli impatti con altre macchine sia contro i muri.
- Morte: questo è l'unico potenziamento con effetti negativi. Se lo si prende si perdono dei punti vita in base alla velocità del veicolo e al suo livello di resistenza.

## Errori
Nel gioco sono presenti 3 bug significativi:
- Nella traduzione: quando si colpisce una macchina e la si fa infuocare, nella versione inglese appare la scritta "Fire", cioè "Fuoco"; in quella italiana, compare solo il numero dei danni. Inoltre, il colpo "Salto micidiale" tecnicamente si chiamerebbe "Death from above", ovvero, "Morte dall'alto".
- Nelle modalità Inseguimento e Fifone: alcune volte, nella classifica finale, delle auto che hanno terminato la gara in una data posizione risultano arrivate in una posizione più alta.
- Nella modalità Suicidio: quando l'auto del giocatore perde dei punti vita, le altre vetture impiegano non più di 30 secondi per perderli ugualmente anche loro, mentre, se si percorre la gara per una maggiore distanza, si può notare che i tempi ottenuti in quella maniera sono troppo bassi. Quest'ultimo aspetto è piuttosto da considerarsi come scarsa intelligenza artificiale, più che un bug vero e proprio.[3]